# Avgust Bukovec
Avgust Bukovec, slovenski čebelar, vrtnar urednik, publicist in prevajalec, * 22. september 1878, Radovljica, † 22. november 1965, Ljubljana.

## Življenje
Bukovec je končal višjo vojaško realko oz. kadetnico v Sremski Kamenici (Vojvodina). Služboval je pri deželnem odboru in bil finančni svetnik pokrajinske uprave Slovenije v Ljubljani. Poleg uradniškega dela se je ukvarjal tudi s čebelarstvom in vrtnarstvom. Bil je organizator čebelarskih podružnic, tajnik Čebelarskih društev za Slovenijo, od leta 1922 do 1924 predsednik Zveze čebelarskih društev Jugoslavije ter leta 1922 soustanovitelj Sadjarskega in vrtnarskega društva Slovenije. Od leta 1925 do 1941 je bil urednik Slovenskega čebelarja. Po vojni je bil soustanovitelj in častni član Hortikulturnega društva Slovenije.
Bukovec je objavljal stokovne članke o čebelarstvu in vrtnarstvu. V slovenščino je prevedel Janševo Razpravo o rojenju čebel.